# Famille de Kermenguy
La famille de Kermenguy est une famille subsistante de la noblesse française, d'ancienne extraction sur preuves de 1400, originaire de Cléder, en Bretagne.

## Histoire

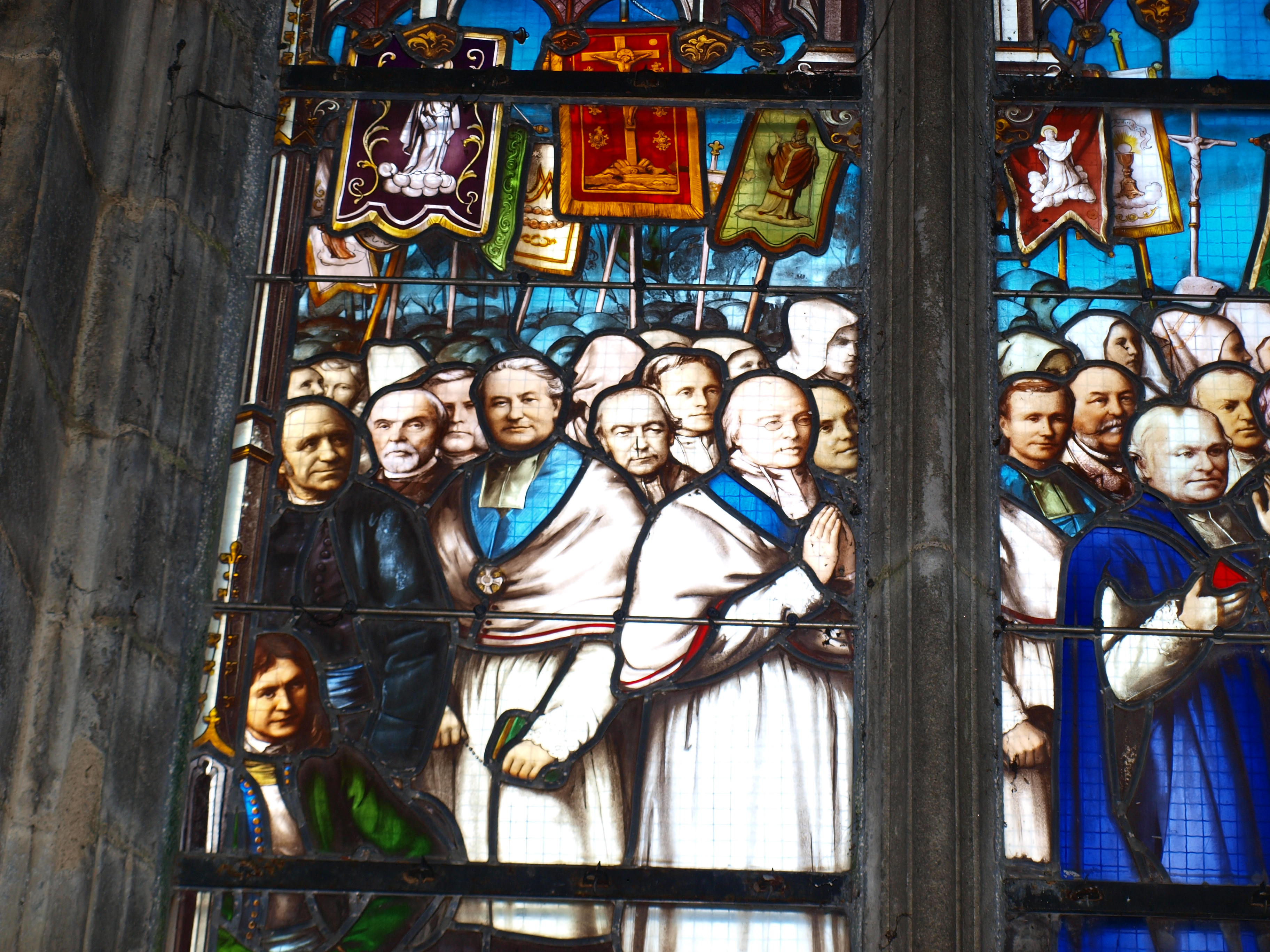
Emile de Kermenguy est représenté dans un vitrail de la basilique Notre-Dame du Folgoët, au second rang, le deuxième à partie de la gauche.

La famille de Kermenguy est originaire de la paroisse de Cléder (évêché de Léon), dans le duché de Bretagne.
La famille de Kermenguy a pris son nom de la seigneurie de Kermenguy, située au château de Kermenguy à Cléder, dans le Finistère. Sa filiation prouvée remonte à noble Yvon Derrien, seigneur de Kersullien, qui épousa vers 1400 Basile de Coetaudon, dame de Kermenguy. Cette famille est maintenue dans sa noblesse en 1669, lors de la Grande enquête sur la noblesse.
La famille de Kermenguy fut très liée aux milieux de l'émigration et de la contre-révolution. Un des descendants de cette famille portant le nom possède encore aujourd'hui le château de Kermenguy.
Elle a adhéré à l'Association d'entraide de la noblesse française en 1947.

## Seigneuries
La famille de Kermenguy a possédé les seigneuries suivantes : Kermenguy, Kersullien, Runiou, Le Roslan, Kerabret, Kermerrien, etc.

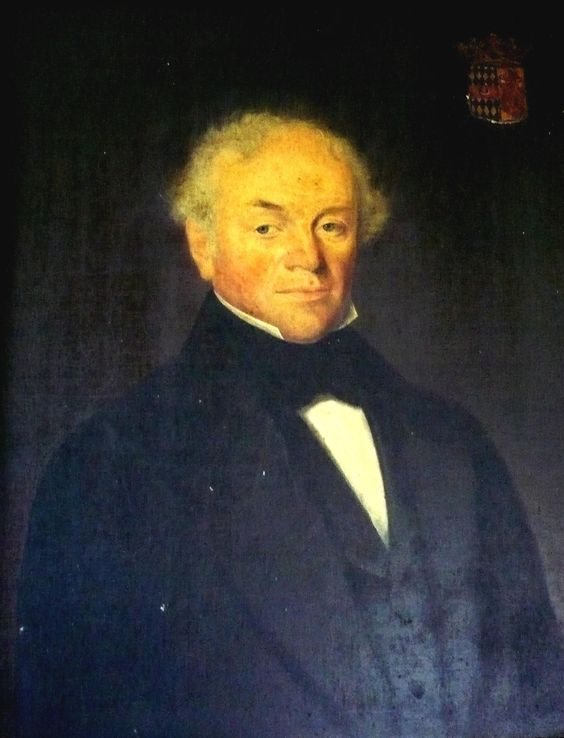
Nicolas de Kermenguy

## Personnalités

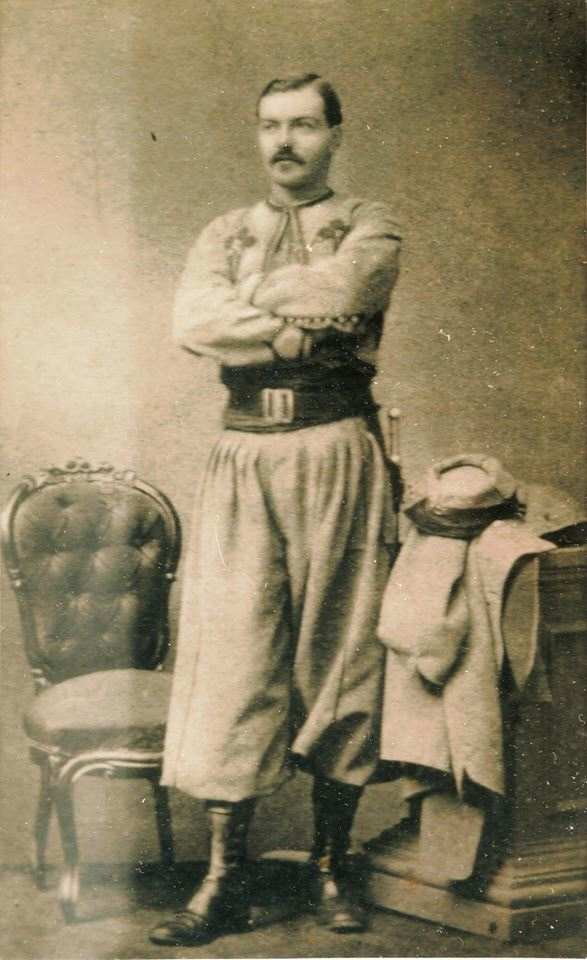
Gaston de Kermenguy, zouave pontifical

- Jacques de Kermenguy (1622-1671), chevalier, seigneur de Kermenguy, Runiou, chevalier de Saint-Michel, maintenu noble d'ancienne extraction en Bretagne le 20 février  1669[8].
- Guy Roland de Kermenguy (1692-1757), chevalier, page du roi en la Grande Écurie[8].
- François-Marie de Kermenguy (1734-1797), chevalier, seigneur du Roslan, de Kermenguy , de Kersulien, page de la reine, mousquetaire noir, puis commissaire des États de Bretagne. Il est employé aux affaires de la reine Marie-Antoinette, en 1792, et chargé de mission après le 10 août 1792, en Vendée et en Bretagne. Il est arrêté à Landerneau comme « ci-devant noble en relations avec les suspects et les émigrés, jouissant de 12000 à 13000 livres de revenus annuels »[9].
- Nicolas-Marie-François de Kermenguy (1769-1849), émigré à l'Armée des princes en 1792, échappe au désastre de Quiberon en 1795, passé aux armées catholiques et royales de l'Ouest[10].
- Félix de Kermenguy, ordonné prêtre en 1830, vicaire à Saint-Martin des Champs (près de Morlaix), aumônier des Augustines[5].
- Emile-Louis de Kermenguy (1810-1893), conseiller général et député du Finistère, maire de Saint-Pol-de-Léon[11].
- Gaston-Marie-Guy de Kermenguy, (1841-1920), zouave pontifical, volontaire de l'Ouest, décoré de la Médaille Benemerenti, maire de Cléder, conseiller d'arrondissement de Morlaix[11].

## Armoiries
- Armes: Losangé d'argent et de sable, à la fasce de gueules brochant chargée d'un croissant d'argent.
- Devise: Tout pour le mieux.[4]

## Alliances
Les alliances de la famille de Kermenguy sont : de Bernon, du Coëtlosquet, Damesme de La Bouvernelle, de Dieuleveult, de Forsanz du Houx, de Goësbriand, de Gouyon de Vaurouault, Hervé du Penhoat, Joyaut de Couesnongle, de Kergoët, de Kergrist, de La Roche Saint-André, Le Forestier de Kerosven, de L'estang du Rusquec, de Rodellec du Porzic, de Saisy de Kerampuil, Penmarc'h, de Parcevaux de Tronjoly, de Saint-Denis, de Kergu de Boiriou, du Roz, de Launay, de la Forest, de Kersauzon, de Kergorlay, de Lannuzouarn, de Gouzillon, de Brilhac, d'Arexy , de Cadaran de Saint-Mars , Ernault de Moulins , Frotier de Bagneux , de Ghaisne de Bourmont , de Guerpel , de Gouyon de Coerpel , de Rocca-Serra , Sioc'Han de Kersabiec , de Vitton de Peyruis.